# Dicondylia
Dicondylia é um grupo taxonômico que inclui todos os insetos, exceto os Archaeognatha. Os dicondilios possuem uma mandíbula fixada com duas dobradiças à cápsula cefálica (dicondil), em contraste com a mandíbula original com uma articulação esférica única (monocondil).

## Mandíbula dicôndilo e outras características
O táxon se distingue pela posse de uma mandíbula modificada com um canal articular adicional, que também altera as inserções musculares das ferramentas da boca e permite um movimento mandibular modificado em comparação com outras mandíbulas (crustáceos, centopeias, cerdas saltadoras). A chamada mandíbula dicôndilo tem duas articulações com as quais é fixada à cápsula cefálica, enquanto outros táxons têm apenas uma articulação esférica única.
Além dessa característica principal, todos os membros do Dicondylia têm uma série de outras características específicas do grupo em seu projeto. Eles têm uma costura occipital contínua e uma outra junta entre os membros superiores e inferiores. Na base do tubo de oviposição (ovipositor), existe um esclerito adicional, o gonângulo, que permite uma melhor coordenação do movimento das gonapófises. Além disso, todos esses insetos possuem um tarso de cinco membros e os estiletes estão presentes no máximo nos dois últimos segmentos abdominais. Outra característica está relacionada ao desenvolvimento embrionário; todos os Dicondylia formam uma cavidade amniótica fechada ao redor dos embriões, produzindo duas conchas embrionárias completas (o âmnion e a serosa).

## Sistemática
O Dicondylia inclui todos os insetos alados e secundariamente sem asas (Pterygota) e o Zygentoma que foram anteriormente classificados com as cerdas saltadoras na agora obsoleta ordem Thysanura.
O táxon Dicondylia contém os seguintes grupos de insetos:
- Hymenoptera
- Coleoptera
- Lepidoptera
- Blattodea
- Diptera
- Siphonaptera
- Zygentoma
- Ephemeroptera
- Odonata
- Plecoptera
- Embioptera
- Notoptera
- Dermaptera
- Mantodea
- Phasmatodea
- Orthoptera
- Zoraptera
- Psocoptera
- Phthiraptera
- Thysanoptera
- Hemiptera
- Raphidioptera
- Megaloptera
- Neuroptera
- Strepsiptera
- Trichoptera
- Mecoptera